# Valvulinoides
Valvulinoides es un género de foraminífero bentónico de la subfamilia Baggininae, de la familia Bagginidae, de la superfamilia Discorboidea, del suborden Rotaliina y del orden Rotaliida. Su especie tipo es Valvulineria umovi. Su rango cronoestratigráfico abarca el Senoniense (Cretácico superior).

## Clasificación
Valvulinoides incluye a la siguiente especie:
- Valvulinoides umovi †